# Кумшак
Кумшак (рос. Кумшак) — річка у Ростовській області Росії, права притока Дону. Довжина 121 км. Площа сточища — 759 км². Річка дуже маловодна і в посушливі роки пересихає. На річці споруджено низку ставків.

## Опис
Бере початок на вододілі Швидкої й Цимли, на північний захід від селища Табунний Морозовського району Ростовської області. Тече спочатку на південний схід, нижче за течією хутора Залізничного, повертає на південь. Тече на південь до селища Сосенки, де знову повертає на південний схід. Впадає в річку Дон (в протоку Суху) на південь від міста Цимлянськ.
Протікає по території Морозовського і Цимлянського районів Ростовської області (в середній течії від Залізничного до Великанова, є їх природною межею).
Річка має симетричну долину, і на всьому протязі дуже звивиста.